# Ichthyornis
Ichthyornis („rybí pták“, podle podobnosti obratlů s rybími) byl rod pravěkého ptáka z kladu Ichthyornithes. Tento dravý zubatý prapták se svým způsobem života podobal některým současným mořským ptákům (například rackům). Žil v období svrchní křídy (geologické stupně turon až kampán, asi před 93 až 83 miliony let) na území dnešní Severní Ameriky (fosilie byly objeveny na území provincií Alberta a Saskatchewan v Kanadě a států Alabama, Kansas, Nové Mexiko a Texas v USA).

## Historie
Ichthyornis byl objeven již v 70. letech 19. století a jako domnělý „přechodný článek“ ve vývoji biologických druhů sehrál významnou úlohu i v debatách o evoluční teorii Charlese Darwina. V tomto směru doplnil objev evropského archeopteryxe, popsaného o jedno desetiletí dříve. Vědecky jej popsal americký paleontolog Othniel Charles Marsh v roce 1872 (jako druh Colonosaurus dispar, o rok později stanovil rodové jméno Ichthyornis). První fosilie tohoto praptáka byly objeveny v sedimentech někdejšího Velkého vnitrozemského moře.
V roce 2022 byla publikována odborná práce, v rámci jejíhož výzkumu byly fosilie ichtyornise zkoumány moderními zobrazovacími technologiemi.

## Popis
Ichthyornis byl poměrně malý pták, průměrně velcí jedinci měli tělo dlouhé asi 25 centimetrů s rozpětím křídel kolem 43 centimetrů. Hmotnost tohoto praptáka je odhadována zhruba na 580 gramů.
Pozdější, geologicky mladší exempláře však byly podstatně větší. Vykazuje směsici vývojově pokročilých (pohybový aparát) a primitivních (přítomnost dentice) anatomických znaků: ichthyornis a ostatní zástupci této skupiny měli již značně zkrácenou páteř a ocas a vysoký hřeben hrudní kosti, což ukazuje na aktivní letce. Zřejmě také dobře plaval a potápěl se. V roce 2018 byla publikována detailní studie o anatomii lebky tohoto pravěkého ptáka.

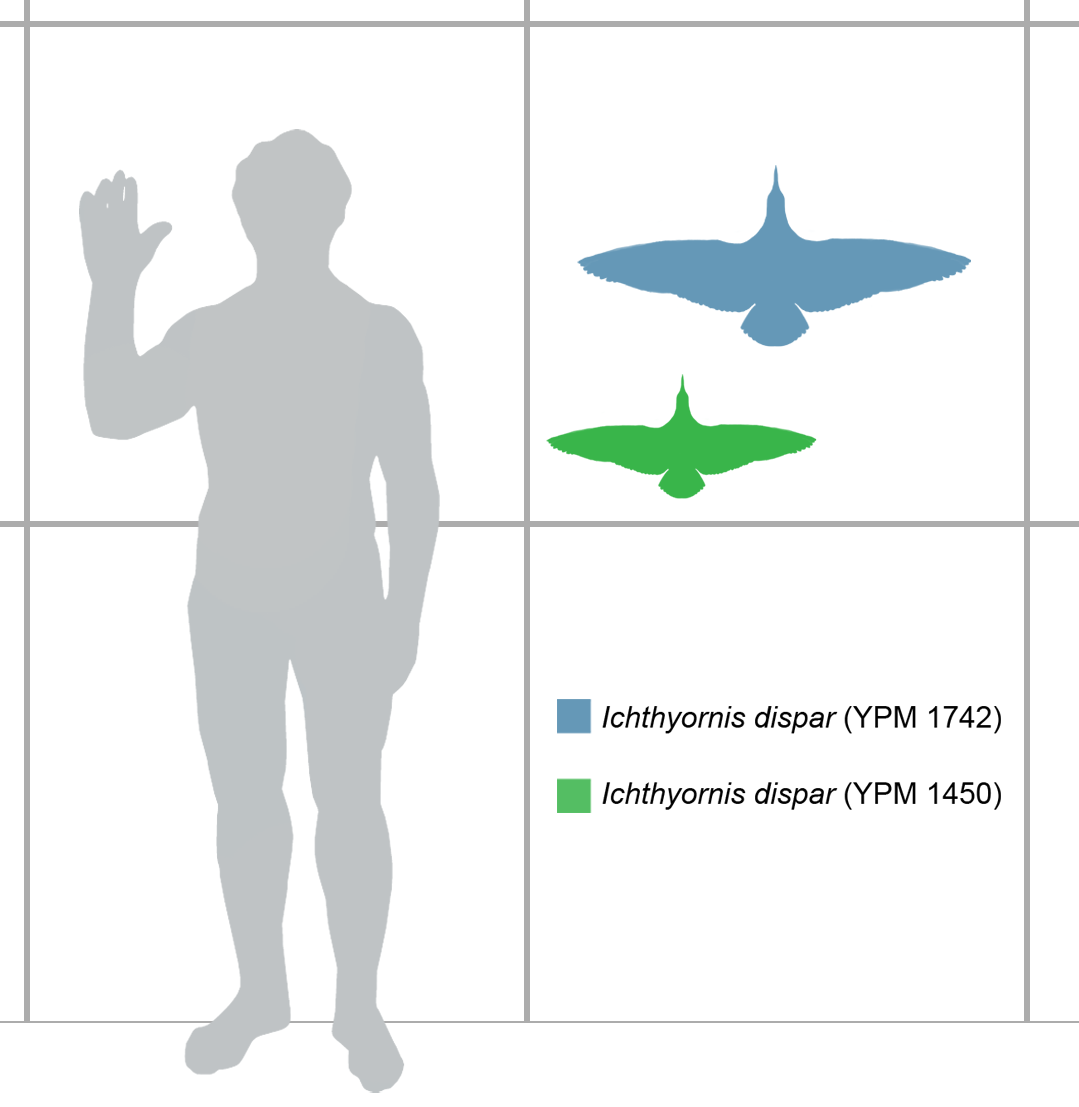
Ichthyornis – porovnání velikosti s člověkem